# Hessling Hegyi Erika
Hessling Hegyi Erika (született: Hegyi Erika, Győr, 1965. november 7. –) író, újságíró, költő, novellista.

## Pályája
Tanulmányait szülővárosában a Móra Ferenc Általános Iskolában kezdte meg, gimnáziumi tanulmányait 1980-tól 1983-ig Csornán végezte, majd Győrben folytatta a Révai Gimnáziumban, ahol 1984-ben érettségizett. 1984-től publikálták verseit napilapok és kortárs művészeti magazinok.
1992-93-ban elvégezte az Újságíró Akadémiát, 1993-94-ben főállású újságíróként dolgozott a Kisalföld c. napilapnál. 1993-ban az "Anyák a történelembem" c. dokumentum novella-pályázat első díját nyerte el. 1994-től tagja a Magyar Újságíró Szövetségnek (MÚOSZ).
1994-ben megalapította a Bíbor protokoll- és kulturális rendezvényszervező irodát, egyidejűleg dolgozott napilapoknak, magazinoknak is külsősként, valamint szerződéssel. Több antológiában is jelentek meg versei; 1997-ben a „Kifeszített együttlét”, a „ Karácsony Betlehem után” és a „ Mesék-versek Óperencián innen” címűekben, 1998-ban a „Lét-nemlét igék – Istenes versek”, a „ Szívek mértana” és a „ Filozofikon – Létképletek”, illetve 2000-ben „Álomban, ködben, harmatban” c. antológiákban. 1999-ben mint társszerző közreműködött Fekete Kálmán „BLUES 2” c. zenei riportkönyvében; ugyanezen évben a Blikk c. napilap Nyugat-magyarországi tudósítója volt.
2000-től az Esküvői Divatmagazinnál dolgozik újságíróként, illetve ennek Nyugat-magyarországi képviselője. 2001-ben „Törékeny idők” címmel jelent meg, az Alterra kiadó gondozásában első önálló vers-novella kötete, ebből néhány verset Szombathelyi Szaniszló megzenésített. 2002-ben a kötetet másodszorra is kiadták. 2002-ben az Ünnepi könyvhétre készült el a B.U.S. Press kiadásában az „Elveszett gondolat” című novellás kötetét. 2002 őszén jelent volna meg „Tisztelt Polgárok” című riportkönyve, melyet ugyan elkészített, de nem került sor a kiadására. 2003-ban a Szombathelyi Szaniszló által megzenésített verse az Éljen a Magyar című CD-n jelent meg. 2004-ben alapította a Bíbor Press kiadót.
A 2004-es ünnepi könyvhét alkalmából adták ki Vörösarany című regényét, melyben saját életét tárja elénk. 
2005 novemberében, 40. születésnapjára került a boltokba Ajándék c. verseskötete. 2006. Ajándék CD – Versek acapella (zeneszerző:Szombathelyi Szaniszló). Ekkortól az Artisjus Magyar Szerzői Jogvédő Iroda Egyesületének – Irodalmi Irodalmi Szerzők osztályának tagja. 2012-ben Rómában interjút készít Carlo Pedersoli, művésznevén: Bud Spencerrel, amely találkozásból elkészül az "Egy óra Bud Spencerrel" című kisfilm. Következő könyve, a Minden, ami belefér – vers, próza, riport kötetválogatás 2013.
Írásai Hegyi Erika, Hessling Hegyi Erika, Erika Hessling néven látnak napvilágot, de írásai Szalai Era, kisregényei pedig Rebecca Peak álnév alatt is jelentek meg.

## Családja
Szülei: Hegyi Imre (1940-2013) Sipter Gizella (1943-2014) Gyermekei: Szalai László Erik (1986), Szalai Kitti Lara (1990). Első házasságát Szalai Lászlóval kötötte 1986-ban, tőle 1997-ben elvált. 1998 januárjában megismerkedett második férjével, a német állampolgárságú Friedel Johann Hesslinggel, akihez 1999-ben ment hozzá.

## Díjak, kitüntetések
- Anyák a történelemben, írói pályázat aranyérem (1993)
- Egészségóvó és dohányzásellenes írásaiért, az Egészségügyi Minisztérium kitüntetése (1994)
- Kincskereső-díj, vers és szépirodalmi munkáiért
- Szépirodalmi TOP 20, a szépirodalmi könyvek eladási listája alapján (2003)
- Petz Aladár-díj, a Győri Kórház kitüntetése jótékonysági munkájáért (2003)
- Semmelweis-Díj (2005)
- Jubileumi Ezüst Érem Győr Város kitüntetése (2006)

## Könyvei
- Törékeny idők (Alterra, 2001)
- Elveszett gondolat (B.U.S. Press, 2002)
- Tisztelt polgárok (riportkönyv, 2002, kiadására nem került sor)
- Vörösarany (regény, Bíbor Press, 2004)
- Ajándék (Bíbor Press, 2005)
- Vigyél magaddal. Útitárska vers- és könyvszeretőknek; Bíbor Press, Győr, 2008
- Minden, ami belefér; Bíbor Press, Győr, 2013
- Mesefa (mesekönyv – magánkiadás 2019)
- Tiki-Taki Mesetanoda (mesekönyv – magánkiadás 2023)
- Gondolatok – csomagolva, elvitelre (verses- novelláskötet – magánkiadás 2024)